# Angelo Fulgini
Angelo Fulgini (Abidjan, 20 augustus 1996) is een Frans–Ivoriaans voetballer die doorgaans als rechtsback speelt. Hij verruilde FSV Mainz in juli 2023 voor RC Lens, dat hem in het voorgaande halfjaar al huurde.

## Clubcarrière
Fulgini verhuisde op jonge leeftijd naar Frankrijk, waar hij in de jeugd voetbalde bij AS de Saint-Paul-en-Forêt, FC Vidauban, SC Douai en Valenciennes. Hij debuteerde op 16 januari 2015 namens laatstgenoemde club Ligue 2, tegen Nîmes Olympique. Hij mocht meteen in de basiself starten en werd vijf minuten voor affluiten vervangen door Kenny Lala. Vier dagen later speelde hij zijn eerste volledige wedstrijd, een bekerduel tegen AS Yzeure. Fulgini speelde drie seizoenen in het eerste elftal van Valenciennes. Daarmee bivakkeerde hij in die jaren consequent in het rechterrijtje van de Ligue 2.
Fulgini verruilde Valenciennes in juli 2017 voor Angers SCO. Hiervoor debuteerde hij op 16 augustus 2017 in de Ligue 1, tegen Bordeaux (2–2). Hij maakte die dag na elf minuten ook voor het eerst een doelpunt op het hoogste niveau. Fulgini wisselde bij Angers twee seizoenen basisplaatsen en invalbeurten af en was vanaf 2019/20 drie jaar lang een onbetwiste basisspeler. Hij moest met zijn ploeggenoten elk jaar knokken voor lijfsbehoud. Dat lukte iedere keer.
Fulgini verliet in juli 2022 voor de eerste keer de Franse competitie en tekende voor vier jaar bij FSV Mainz. Hij speelde in een half jaar zestien wedstrijden in de Bundesliga, maar niet een helemaal. Elf keer mocht hij invallen en vijf keer stond hij aan de aftrap, maar werd hij gewisseld. Fulgini liet Mainz na zes maanden achter zich en maakte het seizoen 2022/23 op huurbasis af bij RC Lens. Hier eindigde hij met zijn ploeggenoten op de tweede plaats in de Ligue 1, één punt achter kampioen Paris Saint-Germain. Hij verruilde Mainz in juli 2023 definitief voor Lens.

## Clubstatistieken
| Seizoen | Club         | Competitie | Competitie | Competitie | Beker | Beker | Internationaal | Internationaal | Totaal | Totaal |
| Seizoen | Club         | Competitie | Wed.       | Dlp.       | Wed.  | Dlp.  | Wed.           | Dlp.           | Wed.   | Dlp.   |
| ------- | ------------ | ---------- | ---------- | ---------- | ----- | ----- | -------------- | -------------- | ------ | ------ |
| 2014/15 | Valenciennes | Ligue 2    | 16         | 0          | 1     | 0     | —              | —              | 17     | 0      |
| 2015/16 | Valenciennes | Ligue 2    | 29         | 2          | 3     | 1     | —              | —              | 32     | 3      |
| 2016/17 | Valenciennes | Ligue 2    | 35         | 6          | 1     | 0     | —              | —              | 36     | 6      |
| 2017/18 | Angers SCO   | Ligue 1    | 29         | 3          | 3     | 1     | —              | —              | 32     | 4      |
| 2018/19 | Angers SCO   | Ligue 1    | 31         | 4          | 2     | 0     | —              | —              | 33     | 4      |
| 2019/20 | Angers SCO   | Ligue 1    | 20         | 1          | 3     | 0     | —              | —              | 23     | 1      |
| 2020/21 | Angers SCO   | Ligue 1    | 33         | 7          | 3     | 3     | —              | —              | 36     | 10     |
| 2021/22 | Angers SCO   | Ligue 1    | 36         | 5          | 0     | 0     | —              | —              | 36     | 5      |
| 2022/23 | FSV Mainz    | Bundesliga | 16         | 0          | 2     | 0     | —              | —              | 18     | 0      |
| 2022/23 | RC Lens      | Ligue 1    | 17         | 1          | 2     | 1     | —              | —              | 19     | 2      |
| Totaal  | Totaal       | Totaal     | 262        | 29         | 20    | 6     | 0              | 0              | 282    | 35     |

Bijgewerkt op 20 juli 2023.

## Interlandcarrière
Fulgini maakte deel uit van alle Franse nationale jeugdselecties vanaf Frankrijk –17. Hij haalde met Frankrijk –19 de halve finale van het EK –19 van 2013.